# Джин Тані
Джин Танні (англ. Gene Tunney, повне ім'я Джеймс Джозеф Танні ,англ. James Joseph Tunney ; 25 травня 1897 року, Нью-Йорк, США — 7 листопада 1978 року, Стемфорд, США) — американський професійний боксер, чемпіон світу (1926—1928) у важкій вазі. В 1990 році він був включений до Міжнародної зали боксерської слави.

## Біографія
Джин Танні народився у Нью-Йорку 25 травня 1897 року. Боксом почав займатися у дитинстві, а продовжив під час служби в морській піхоті. 1918 року потрапив разом з американською армією до Франції, де йому дуже сподобалося. Після закінчення Першої світової війни Танні переміг чемпіона американського експедиційного корпусу у важкій вазі Боба Мартіна, проте більшу частину боїв проводив тоді як напівважковаговик і закінчив своє перебування у Франції тим, що після 20 з лишком зустрічей завоював звання чемпіона експедиційного корпусу у напівважкій вазі.
Танні був демобілізований після війни, але залишився в резерві морської піхоти, зрештою досягши звання майора військово-морської міліції Коннектикуту.
Повернувшись до Сполучених Штатів, Танні провів багато боїв, програвши лише один раз Геррі Гребу, а потім реваншувавшись, і здобувши перемоги над майбутніми членами Міжнародної зали боксерської слави Лео Гауком (двічі), Беттлінгом Левінскі, Томмі Лограном та Томмі Гіббонсом.
23 вересня 1926 року вийшов на бій проти чемпіона світу у важкій вазі Джека Демпсі. Танні вважався аутсайдером, але здобув перемогу одностайним рішенням суддів. В реванші 22 вересня 1927 року Танні вперше в кар'єрі опинився в нокдауні, але знов здобув перемогу одностайним рішенням. Провівши після цього лише один захист в бою проти Тома Гіні, завершив виступи.
Після вступу Сполучених Штатів у Другу світову війну, на прохання заступника міністра військово-морських сил Джеймса Форрестола, Танні очолив комісію у Військово-морському резерві Сполучених Штатів як лейтенант-командувач для створення програми фізичної підготовки для курсантів-пілотів.

## Цікаві факти
- Джин Танні входить до клубу боксерів-важковаговиків — чемпіонів світу, які перемагали усіх своїх суперників на професійному рингу. До цього клубу, крім нього входять Роккі Марчіано (чемпіон світу у 1952—1956 рр., 49 боїв на рингу, 49 перемог), Ріддік Боуї (чемпіон світу у 1992—1993 рр., 45 матчів на рингу, 43 перемоги, 1 поразка, 1 не відбувся) і Леннокс Льюїс (чемпіон світу в 1993—1994, 1997—2001 і 2001—2003 рр.; 44 бої, 41 перемога, 2 поразки, 1 нічия).
- Єдиної поразки Танні зазнав від співвітчизника Геррі Греба в ліміті  напівважкої ваги 23 травня 1922 року, а 23 лютого 1923 року переміг того в реванші. Зустрівшись після цього ще тричі з Гребом, здобув ще дві перемоги і один поєдинок звів внічию.
- Перший поєдинок з Гребом  отримав звання бою 1922 року за версією новоствореного журналу «Ринг».
- Ще три поєдинки за участю Танні проти Жоржа Карпентьє (Франція) та обидва проти Джека Демпсі були визнані боями 1924, 1926 та 1927 років за версією журналу «Ринг».
- Танні жодного разу не був нокаутований. Це робить його одним із п’яти чемпіонів у важкій вазі, поряд з Роккі Марчіано, Ріддіком Боуї, Султаном Ібрагімовим і Миколою Валуєвим, які завершили кар’єру, не зазнавши жодної дострокової поразки в матчі.